# 全民最大黨
《全民最大黨》是台灣中天電視的一个政治反串娱乐节目，製作人為王偉忠，節目口號為「全民做老闆！」，沿用主要《全民大悶鍋》班底演員模彷演出，以兩至三個主題形式討論；節目亦沿用《全民大悶鍋》受到歡迎的單元，包括「阿洪之聲」及「芒果亂報」等等。
节目全程Live現場直播，2007年9月10日起週一至週五晚上10點至11點於中天娛樂台播出，在2007年12月17日後改為週一至週五晚上9點至10點於中天綜合台播出，在2010年8月2日─2012年9月21日於中天娛樂台週一至週五晚上9點至10點播出。該節目是緊接《2100全民亂講》及《全民大悶鍋》後的第三代「全民亂講系列」節目，在該節目停播後開始播出「全民亂講系列」第四代《全民大新聞》，至翌年1月25日的播畢後「全民亂講系列」結束。

## 節目開場
開頭先是出現一段文字如下：
|  | 人民的愚蠢，總是招來權力的無恥；身為全民最大黨的老百姓們，奮起吧！歡迎笑看全民最大黨！ |

接著仿造當時愛德蘭絲某廣告的形式，依序顯示全民最大黨之前的代表角色：
- 郭子乾：鄭弘儀→郭台銘→楊宗緯→許信良→蘇貞昌
- 邰智源：郝柏村→胡志強→黎智英→馬如龍
- 許傑輝：蔡康永→王永慶→徐永明→莊瑞雄
- 九孔：趙少康→費翔→裴勇俊
- 洪都拉斯：阿洪→Ya教授→李亞萍

隨後冒出一聲，回到磁磚式畫面，所有的大頭肖像立即轉換成台灣各政黨標誌（當然有部分空白），接著從中取出一寫著「PARTY」的標誌，最後「PARTY」轉換成「全民最大黨」，節目正式開始。
為配合2008年3月22日中華民國第十二屆總統選舉落幕，節目自3月24日起推出了特別版開頭。除了由邰智源為新開場白配音外，亦搭配第七屆立委選舉與第十二屆總統選舉期間，各方的造勢活動等影片，至2010年9月22日「全民系列」兩千集節目後取消使用。
每天節目都有一位短裙美眉在節目每節開始舉著牌走出來繞一圈，而且這位美眉在節目完結前都會坐在主持人後面，成為節目特色之一。其中更有因為參加節目演出，或是有成功的模仿角色而成為固定演出班底者，如巧克力、安心亞、袁艾菲(迅猛龍)等。

## 獲獎紀錄
- 2009年金鐘獎綜藝節目獎：《全民最大黨》
  - 領獎人：陳志鴻（製作人）
  - 參與典禮人員： 王偉忠、郭子乾、許傑輝、九孔、洪都拉斯、從從、白雲、阿ken、納豆、陳漢典(掌旗)、安心亞、卲庭、丫子、小八、茵茵、劉薰愛、陳亮羽、WuWu(黨狗)

- 2011年金鐘獎綜藝節目獎：《全民最大黨》
  - 領獎人：巫秀陽（製作人）
  - 參與典禮人員：邰智源、郭子乾、許傑輝、九孔、洪都拉斯、從從、白雲、張兆志、陳漢典、阿迪(掌旗)、小蝦(掌旗)、安心亞、丫子、袁艾菲、吳怡霈、郭惠妮、寶咖咖、姬天語、WuWu(黨狗)

歷屆參與金鐘獎人員
- 2008年金鐘獎：邰智源、郭子乾、九孔、洪都拉斯、從從(星光大道主持人)、陳漢典、寇乃馨、丫子、巧克力(賴亭君)
- 2010年金鐘獎：郭子乾、阿ken、納豆、陳漢典、安心亞、丫子、若穎、吳以琳、陳育涵

## 播出之單元節目

### 蛤新聞
- 2012年6月1日首度登場

### 關鍵動作
- 2012年3月5日首度登場

### 阿洪之聲
演員：洪都拉斯、納豆或安心亞、袁艾菲、陳漢典、小八、丫子、Bebe、姬天語、白雲、郭惠妮、Money Money（錢氏兄弟代班）
- 2007年1月22日首播，成為全民最大黨最常播放的單元之一。
- 模仿南台灣「深綠」的地下電台廣播，由洪都拉斯飾演主持人阿洪（仿豬哥亮造型），納豆飾演土豆或安心亞飾演粉粿（過去曾由陳漢典飾演綠豆、小八飾演土豆的妹妹紅豆、白雲飾演土豆的堂哥鼎邊趖來代班）當助理，節目大部分以台語進行。
- 電台節目進行時所用的背景音樂為經典台語歌曲「快樂的出帆」。
- 節目一開始報告「寶島大代誌」（台語：寶島大事件），接下來連續兩個叩應都是跟他們立場不一樣或者不喜歡聽的話，都被阿洪唬弄過去，第三個叩應一定是支援主持人的陳桑（為當時製作人陳志鴻）「打進來」。因口徑相若，總是會跟阿洪開玩笑。之後單元中，擔任支援阿洪聽眾的角色改由其他製作群或工作人員擔任，包含扮演美寶的執行製作許慧珊、扮演阿政的製作群之一陳軍政等。
- 講到一些時事時（例如天氣、政治事件等），都硬扯是某人的陰謀（由阿洪喊出：「這一切都是……」接著由助理主持喊出：「阿共仔（或國民黨、阿豆仔、阿本仔、阿里郎等）的陰謀啦！」），抑或是某人的功劳（例如民进党）。
- 早期節目曾經常由土豆在叩應後報出「土豆的工商服務時間」，以電台消售「阿洪師利尿丸」「阿洪師中將湯」「阿洪師姑嫂丸」等等，借此模仿地下電台銷售自製藥品；並在節目叩應交談間透露這些藥品經常賣不出去。
- 2007年10月不定期播出「阿洪廣播劇」（以時事為基礎，編出深綠的廣播劇），會多出土豆的兩名徒弟Money Money以口技做出劇中的各種音效。
- 2007年12月19日開始，暫由白雲飾演土豆的堂哥鼎邊趖為土豆代班。
- 2008年2月11日，節目以本單元為基礎，推出「新春快樂愛台灣」特別節目。
- 2009年5月25日開始，出現由安心亞飾演土豆的表妹粉粿為土豆代班，之後因扮演土豆的納豆本人有其他行程，演出本單元的時間較少，粉粿於2010年間出現的次數反而比土豆更多。
- 2009年6月8日，由超級星光大道比賽出線的歌手徐佳瑩上阿洪之聲接受訪談，是該單元首次有歌手本尊加入演出。在2010年8月9日後，則有較多歌手加入單元演出，共計有豆花妹、郭書瑤、郭靜、韋禮安、林育羣等。
- 2011年1月28日，由袁艾菲(迅猛龍)擔任的新助理「愛玉」（粉粿的妹妹）於本單元首度登場。
- 2011年7月11日，由郭惠妮擔任的新助理「粉圓」（粉粿的姊姊）代班。
- 2011年7月26日，由程永薰擔任的新助理「花豆」（土豆的姊姊）代班。
- 2011年8月22日，由丫子擔任的新助理「丫仔蛋」（鼎邊趖的妹妹）代班。
- 2012年4月9日，由邵庭擔任的新助理「芋圓」（土豆的小阿姨）代班。
- 2012年5月31日，由Bebe擔任的新助理「薏仁」代班。
- 2012年6月4日，由姬天語擔任的新助理「茭白筍」代班。

### 國台辦記者會(2012年新版)
- 2012年1月17日首度登場
- 配合現況，新版由陳漢典扮演現任發言人楊意(楊毅)，首集助理則由邰智源擔任邰姐角色。
- 演出過程大致上仍承襲前版(張銘清時期)的記者會模式。

### 阿錡TO新聞
- 2011年10月5日以SNG單元首度亮相，11月29日起轉為VCR單元。
- 演員:邰智源(扮演啊奇)、安心亞(扮演小鈴)、千又(扮演千千)
- 主要以模仿名嘴阿錡以純閩南語評論時事的節目《阿錡TO新聞》作為題材，特色在於主持人啊奇獨立觀點評論時事，並且會隨時加入四句聯；而助理主持小鈴則會不時接話，有時並會和啊奇聊天與拌嘴。

### 藍綠新聞
- 2011年9月2日首播
- 由皆曾經擔任過新聞台主播的吳怡霈、郭惠妮演出。
- 兩人以互相對立的立場播報單則新聞，單元中設定吳怡霈立場較為偏藍、郭惠妮較綠(可由兩人的服裝與原子筆筆桿顏色看出)。
- 因生涯規劃，2012年4月4日郭惠妮重返年代新聞擔任主播而最後一次演出，第56回開始綠主播角色曾陸續改由邵庭、小優擔綱演出。

### 許主席的榻榻米
演員郭子乾
- 2011年4月13日首播。

### 芒果亂報
演員：邰智源、阿Ken、納豆、陳漢典、悶鍋Show Girl x1～2
- 約於2006年5月首播。
- 模仿《蘋果日報》總裁黎智英晚上在會議室跟記者審稿時的辦報方針。
- 片頭：邰智源飾演的黎智瑛以粵語朗讀「以天下八卦為己任，置他人死生於度外。言論自由。」
- 會議室牆壁上的蘋果商標凹了一塊，還有一條肥大的蟲鑽出來。
- 口號：
  - 「最重要的新聞畫面是什麼？裸體加屍體！」
  - 「最重要的新聞事件是什麼？醜聞加緋聞！」
  - 「最重要的新聞工作方向：摧毀偶像藝人！」
  - 「最重要的新聞工作目標：打破英雄神話！」
  - 「黎子治家格言：Blood is money、violence is fortune.（血腥就是金錢，暴力就是財富。）」
- 後台催促老總的主要理由：「按摩妹來了」、「吃鮑魚」（「鮑魚」是暗喻女陰）等等。
- 整個節目主要是由黎智瑛模仿港式國語說話。另外，黎在言談間夾帶一兩句粵語，增添搞笑氣氛，如：「知唔知道呀？」、「按摩妹，我嚟緊，你等我呀～！」
- 當做完一些摧毀偶像形象的行為時，總帶一句：「我們都是佛心來的嘛～！」
- 最後總是拿加油棒趕記者走：「跑新聞去！幹什麼東西啊！」
- 然後再畫龍點晴的說：「台灣媒體這麼多，新聞怎麼報？亂報嘛！（拋起台上的稿子）亂報就OK了嘛～！」
- 2008年1月18日增加新口號：
  - 新聞守則：緋聞就有版面，醜聞就上頭條。
  - 拍照守則：奶子就要露點，底褲就要露餡。
  - 採訪守則：哪裡不好問哪裡。

每次播出的左邊近觀眾螢幕的都會是女記者而且都會是短褲或短裙
- 2012年增加新口號
  - 拍照守則：別人拍不到的內褲，我們一定拍的到。
  - 採訪守則：別人不敢登的屍體，我們一定登頭條。

### 超激賣客
演員：
- 超激叫賣王：郭子乾 飾
- 助理：袁艾菲、阿迪、小愛、怡霈
- 2011年4月1日首播
- 模仿台南花園夜市的叫賣，最後喊出價錢最高者就可以把貨品拿走（但可能只能拿走貨品的一部份，如在2011年4月8日的第2集），但有關貨品可能會被助理擅自拿走。
- 在此單元節目快要完結時，超激叫賣王會叫拍攝者不要再拍下去。

### 豬哥歌廳秀
演員：郭子乾
- 2009年2月27日首播。
- 主持人豬哥喨每次都會訪問一位話題人物（包含政治/演藝/體育圈等)，訪問完後會請該人物演唱。
- 片頭是（閩南語）：「（呼口號）歡迎收看豬哥喨的歌廳秀！（音樂起，唱）豬哥喨的歌廳秀，豬哥喨的歌廳秀，七綵燈光變化多（或為「節目精彩變化多」），Hifi音響頭一個。綜藝的笑劇通通會，豬哥喨的主持要娛樂我大家！訪問歌星，讓我們笑呵呵，全國（原文為「全省」）找不到第二個。（音樂落，說）我豬仔，豬哥喨啦！好！現在來到我豬哥喨歌廳秀的不是大牌，我不願意訪問，你知不知道？來！掌聲歡迎，（來賓名）。掌聲鼓勵一下。（台下掌聲起）。
- 將近片尾時，「豬哥喨」必會為來賓點歌小唱，大多由「豬哥喨」決定來賓要唱何歌曲，但亦有若干次由來賓自選歌曲，如2009年4月27日朱鳳之（許傑輝）來訪以自身立場選了〈天天天藍〉。而後來賓小唱兩句或不唱，而後單元結束。
- 參考：豬哥亮歌廳秀

| 集數 | 播出日期      | 受訪人（飾演者）            | 受訪人原名   | 演唱歌曲                    |
| ---- | ------------- | --------------------------- | ------------ | --------------------------- |
| 1    | 2009年2月27日 | 馬瑛九（張明興）            | 馬英九       | 愛人同志                    |
| 2    | 2009年3月2日  | 劉兆玹（九孔）              | 劉兆玄       | 含淚跳恰恰                  |
| 3    | 2009年3月5日  | 蔡銅榮（許傑輝）            | 蔡同榮       | 男子漢                      |
| 4    | 2009年3月6日  | 陳幸予（丫子）              | 陳幸妤       | 鑽石                        |
| 5    | 2009年3月13日 | 張俊熊（邰智源）            | 張俊雄       | 雙人枕頭                    |
| 6    | 2009年3月16日 | 蔡瑛文（寇乃馨）            | 蔡英文       | 神鵰俠侶                    |
| 7    | 2009年3月19日 | 邱異（許傑輝）              | 邱毅         | 掀起你的蓋頭來              |
| 8    | 2009年3月20日 | 蔡啟方（納豆）              | 蔡啟芳       | 王八蛋                      |
| 9    | 2009年3月26日 | 黃叡靚（巧克力）            | 黃睿靚       | 不如甭認識                  |
| 10   | 2009年3月27日 | 郭冠瑛（邰智源）            | 郭冠英       | 龍的傳人                    |
| 11   | 2009年4月9日  | 呂秀連（許傑輝）            | 呂秀蓮       | 一代女皇                    |
| 12   | 2009年4月10日 | 陳至中（陳漢典）            | 陳致中       | 媽媽請你也保重              |
| 13   | 2009年4月17日 | 陳至中（陳漢典）            | 陳致中       | 媽媽你無對我講              |
| 14   | 2009年4月20日 | 搖搖（安心亞）              | 瑤瑤         | GO GO CAT                   |
| 15   | 2009年4月24日 | 邱議螢（阿KEN）             | 邱議瑩       | 大眼睛                      |
| 16   | 2009年4月27日 | 朱鳳之（許傑輝）            | 朱鳳芝       | 天天天藍                    |
| 17   | 2009年5月9日  | 鄭玟龍（納豆）              | 鄭文龍       | 痛哭的人                    |
| 18   | 2009年5月11日 | 蔡瑛文（寇乃馨）            | 蔡英文       | 綠島小夜曲                  |
| 19   | 2009年6月30日 | 陳幸予（丫子）              | 陳幸妤       | 眼淚                        |
| 20   | 2009年7月1日  | Super juni兒（阿KEN、逸祥） | Super junior | 蛤湯卡好（以sorry sorry唱） |
| 21   | 2009年7月23日 | 郝龍彬（許傑輝）            | 郝龍斌       | 風真透                      |
| 22   | 2009年7月24日 | 趙政平（邰智源）            | 趙正平       | 男子漢                      |
| 23   | 2009年8月4日  | 陳掬（白雲）                | 陳菊         | 你是我的花朵                |
| 24   | 2009年8月5日  | 李熬（從從）                | 李敖         | 青春舞曲                    |
| 25   | 2009年8月11日 | 劉兆琁（九孔）              | 劉兆玄       | 絕情雨                      |
| 26   | 2009年8月12日 | 謝今燕（安心亞）            | 謝金燕       | 媽媽是歌星                  |
| 27   | 2009年8月27日 | 朱麗篟（安心亞）            | 朱麗倩       | 謝謝你的愛（未唱）          |
| 28   | 2009年8月28日 | 盧銅協（洪都拉斯）          | 盧同協       | 九條好漢                    |
| 29   | 2009年9月2日  | 陳幸予（丫子）              | 陳幸妤       | 綠島小夜曲                  |
| 30   | 2009年9月4日  | 陳掬（白雲）                | 陳菊         | 空笑夢                      |

### 梁家婦女
演員：
- 郭子乾、安心亞、邵庭、小愛 (2009年11月6日─2010年4月2日)
- 郭子乾、安心亞、袁艾菲、安唯綾(洪子涵) (2011年版本)
- 2009年11月6日─2010年4月2日 ；2011年2月18日重新推出

模仿寶麗廣塲創辦人梁秀卿和她的三位女兒（梁欣敏、梁怡敏和梁佳敏）。一開始唱類似學音樂的高低音調，其後便各自介紹。四人把當天話題分四等級來說，而且提及她們的爸爸。最後四人唱出改編自歐美的歌曲或中文老歌來諷刺社會。

## 已結束之單元節目

### 惺光大道
演員：郭子乾、洪都拉斯、九孔、小八、許傑輝
- 2007年5月31日首播。
- 標題模仿中視「超級星光大道」。
- 由郭子乾飾演楊宗煒，洪都拉斯飾演蕭敬籐，單元開始時兩人會先合唱一段「新不了情」的歌詞，之後討論一段台灣最新的非常感人或者非常悲慘的新聞，然後一邊討論一邊哭，最後兩人再合唱一首改編自本尊曾經在星光大道上唱過的歌曲的作品而結束。
- 十月十七日起播出的惺光大道，加入了九孔飾演的劉明鋒；但他並沒有每一期都出現。
- 十一月三十日的惺光大道，劉明鋒並沒有出場，新加入的是由小八飾演的魏如筠，背著吉他自彈自唱。此後劉明鋒與魏如筠兩人輪流登場。
- 演唱的曲目包括了：新不了情、野百合也有春天、你是我的眼等等。

### 白米超人
演員：邰智源、納豆、陳漢典、小八等
- 2007年7月9日首播。
- 白米超人（邰智源）的造型乃從美國的超人變化而來，只是他頭紮紅巾、戴斗笠、腳穿黑色的膠靴，一副農民的模樣——靈感來自紅極一時的白米炸彈客楊儒門。他聽取台灣民眾（納豆、陳漢典、小八等飾）對各種政治或民生問題的牢騷，並提出各種取巧或走法律漏洞的方法。由於這些主意多半沒有意義及建設性，不能真正解決問題。在一開始一些人向白米超人提出訴求，白米超人會說：「XXXX的問題，交給我就對啦！」說完解決方法後，便會說：「這樣，人民就可以過著幸福快樂的日子了！」
- 最後總會拿出一個白色布包，說：「來，我這裡有個XXX白米袋，你大力的丟我，問題就可以解決了！」其中一位民眾便會真的拿起來往白米超人身上丟，之後白米超人痛得哭著離開。

### 全民購物台
演員：阿Ken、狄志杰、陳漢典、丫子或郭子乾
- 2007年7月20日首播。
- 模仿東森購物，以及大陸某鑽石廣告。[2]
- 阿Ken飾演「全民購物台」主持人，陳漢典飾演上節目的鑑定師，丫子則飾演名叫「公主」的產品代言人（影射陳水扁的女兒陳幸妤）。雖然是推銷產品，可是「公主」的臭脾氣不改，在代言過程中不斷發飆，而且不時套用現實中陳幸妤因丈夫在內線交易案二審中被判加重刑罰，而在媒體面前向家翁發飆時的對白。至於鑑定師則只在開場自我介紹（還被主持人打斷）後，就沒機會開口說話，這可能是在諷刺許多消費者根本並不認真看待專家的觀點和產品素質，也可能是在諷刺某些廠商不顧產品素質，想單靠促銷大撈一筆。後期的購物台在公主在說不過去，轉身離開時，由陳鑑定師拉她的手「搞曖昧」的點子，曾引起網友注意，並猜測兩人是否有拍拖之嫌。
- 自7月27日起，由丫子飾演的「公主」和郭子乾飾演的「侯董」輪流扮演產品代言人的角色。
- 電話0800-788-788（台語：恰北北-恰北北，形容一個女生很兇的用詞）雖為虛擬電話，但此電話為大樹下廣播電台服務電話。
- 聯絡專線現已改為0800-597-597（台語：我很恰-我很恰）[來源請求]

### 我愛總統
演員：唐從聖、郭子乾
- 2007年8月30日首播。
- 2008年5月20日後，該單元結束播出，由新單元《寶來祕密花園》取代。
- 模仿陳水扁上大話新聞接受親綠主持人鄭弘儀的訪問。
- 鄭鴻儀（郭子乾飾）的開場白：「我愛總統，總統愛我，我們搭起友誼的橋樑。」
- 阿扁總統（唐從聖飾）的口袋總是會有國安局給的小紙條，小紙條上都會有「會出人命」的機密，隱喻在國務機要費案件中，總統府拒絕監察院審計人員查證支出費，拿出「公佈出來會出人命」的檔案嚇阻審計部人員，小紙條是隱喻陳總統在「國政報告」中，曾經拿出一張對岸傳話的小紙條。
- 鄭鴻儀常常會誤解阿扁總統的意思，或者是把不該說的話說出來或是問不該問的問題，接著想辦法圓場，或者是把阿扁總統的話扭曲成自己的意思。
- 訪問結束時鄭鴻儀的台詞：「我愛總統，總統愛我，我們下次見。」

### 氣象公主
演員：丫子
- 2007年9月18日首播。
- 丫子飾演「公主」，除了在購物台當產品代言人，也會在氣象台當氣象主播（證明她每天真的要當四個差）。
- 雖然是氣象節目，但公主在報告氣象時經常會講到政治，而且她的脾氣跟以前一樣臭。
- 公主因為對「氣象」的認識不深，所以她不算是專業的氣象主播。
- 雖然公主不是專業氣象主播，但節目所提供的氣象資料都是真實的。
- 僅播出兩集。

### 領導幸福
演員：李志希、大炳
- 2007年11月27日首播。
- 「領導幸福」是英文Leadership的意／音譯。
- 由李志希飾演的馬英久和大炳飾演的謝長庭（兩者都是2008年總統候選人）共同登上演講台，以類似對口相聲的形式（不過兩人地位相等，不分逗哏、捧哏）介紹一位古今中外的政治名家，討論領導人應具備的能力與操守；少不了藍綠互摃。
- 開場白：

馬：大家好，我是馬…
謝：無能。我是謝…
馬：笨蛋。
合：歡迎收看領導幸福～
馬：領導幸福就是Leadership的意思，也就是領導才能的意思。
- 馬英久總是會說出一句與主題相關的英語諺語並要求謝長庭覆誦，謝總是唸得零零落落；隨後謝長庭會立刻想出一句相似的台語諺語也要求馬英久覆誦，馬也總是唸得歪歪斜斜。
- 結尾台詞：

馬：我是馬英久。
謝：我是謝長庭。
合：無論誰當選，台灣一定要成功～

### 清宮秘史
演員：阿Ken、邰智源、納豆
- 2007年12月10日首播。
- 可能已結束播出（很久沒播出該單元）
- 慈禧太后（阿Ken飾）與李蓮英（邰智源飾）的妙趣橫生的對白。李蓮英稟報慈禧，討論百年後的「台灣大帝國」，和該國的「匾皇帝」的總總是是非非，暗指今天的台灣與中國歷史上君臣弄權、民主不彰的封建時代，有許多共通之處。小太監（納豆飾）總在一旁插科打諢，結果慈禧就下令李蓮英對他掌嘴懲罰。
- 馬英九上台後，慈禧太后與李蓮英改為討論馬政府的施政和下台後的「匾皇帝」的動向。

### 我就是要蔣
演員：林明、陳自為、納豆、陳漢典
- 2008年1月17日首播。
- 以現代為背景。蔣中正（林明飾）與蔣經國（陳自為飾）這兩尊銅像在沒有旁人時開始對話，站在歷史的高度來批評時政，但又不時流露出兩人生前的性格。

### 仙姑下凡救台灣
演員：郭子乾、陳漢典
- 2008年2月27日首播。
- 郭子乾飾演仙姑、陳漢典飾演桌頭,然後會有一位政治人物會問事,仙姑會來解決問題.

### 全民問總統
演員：許傑輝、小八、阿Ken、納豆、陳漢典、丫子
- 2008年2月28日首播。
- 由許傑輝飾演YouTube創辦人「陳士俊」做節目開頭，並輔以一團體或一家庭（由小八、阿Ken、納豆、陳漢典、丫子飾演）之生活「實況」。戲劇情節雖充滿趣味、幽默、嘲諷，卻也反映出2008年台灣總統大選前後，台灣人民對未來總統的疑問與種種對於新政府的期許。
  - 「陳士俊」之開場白：想東想西想南想北，不如開口問，問東問西問南問北，不如問總統。
  - 單元中，納豆無論以何種角色出現，幾乎成為其他三人的「欺負」對象。
  - 「陳士俊」之結尾：總統先生，他們的話您聽到了嗎？（結論略）OK！全民問總統，等著你來問！
- 本單元因配合大選演出，故播出至同年5月20日第12任總統就職後結束。

「全民問總統」投稿活動
隨著第12任總統大選的到來，全民最大黨除了使新單元「全民問總統」搶先在Yam天空部落播出外，也推出了相關的投稿活動。內容如下：
- 活動主旨：

|  | 你也想問台灣的總統候選人嗎？拍下你的30秒提問影片，就有機會在「全民最大黨」節目中播出。 |

- 活動辦法：請自行設定詢問台灣總統候選人的提問主題，以照相手機、數位相機或DV等影像品質良好方式拍下30秒提問影片，上傳至「全民最大黨」節目與yam天空合作的「全民問總統 網路投稿」活動網頁。
- 投稿的提問主題自行設定，提問呈現方式不限，搞kuso或耍嚴肅者皆可。
- 活動期間投稿提問影片若經中天綜合台「全民最大黨」節目中選播，即可獲得天使與魔鬼4G隨身碟一份。
- 投稿期間：自2008年的3月8日起至3月21日AM12:00止。

2008年3月21日，節目現場正式公佈了投稿作品中的精選三部，分別在第一（21:00～21:15）、第四（21:50～21:55）、第五時段（21:58～22:00）的最後播出。

### 馬上就來唱
演員：洪都拉斯、九孔、小巴、納豆

### 台灣阿信
演員：田倉信（阿Ken飾）、田倉清（納豆）
- 2008年4月24日首播
- 模仿日本連續劇「阿信」。
- 裡面是阿信經過東京大地震後，回到丈夫田倉龍三老家的故事背景。
- 在本篇故事中，出現的角色只有阿信（阿Ken）、婆婆（納豆）。
- 內容主要是教各位民眾生活省錢小方法，在戲中也會不時不克出現政治性的的對白。介紹到一半，婆婆就會突然出現，嘴巴大唱：「感恩的心，感謝有你！」（感恩的心，連續劇「阿信」在台灣的主題曲），一集內會出現三次，前兩次都會因為自己手腳太快，來不及聽阿信說那是什麼，就把東西吃（喝）下去，然後慘兮兮的退場，口中大叫：「死女人，妳只是個下人！」，最後一次則是婆婆大戰媳婦，而且最後一次一定是婆婆勝利。

### 胡自強的烏鴉嘴
演員：邰智源、小白
- 2008年5月15日首播

### 寶來秘密花園
演員：唐從聖、張明興、丫子
- 2008年5月29日首播

### 歌王質詢台
演員：郭子乾、陳漢典、阿Ken、小八
- 2008年6月27日首播
- 開場時余添（郭子乾飾）先唱改編自《榕樹下》的歌曲「立院一個質詢台，是我開炮的地方」，唱完那句歌曲後余添便接受民眾質詢。然而余添把質詢內容誤解令台下民眾無奈，和多次說「有這麼急嗎?」。最後台下民眾要求余添唱出改編自《榕樹下》的歌曲，但是結束時唱出的《榕樹下》歌詞內容與質詢內容有關。

### 爐邊談話
演員：郭子乾、九孔、小八、安心亞
- 2008年7月29日首播
- 模仿1933年美國總統富蘭克林·羅斯福的爐邊談話（Fireside Chats）

開場雖然是像是在一個火鍋店的樣子，全民開講主持人"郭掏"（郭子乾飾）與行政院長"劉兆玄"（九孔飾）做在同一個方位，但是服務員（小八飾）端上來的菜，都是馬政府所面對的棘手的問題，而從行政院長"劉兆玄"，則會通過態度來影射馬政府的內閣團隊處理這些問題的態度.

### 海瞎兩岸
演員：郭子乾、陳漢典
- 2008年7月31日首播

### 府方的說法
演員：郭子乾、安心亞、納豆
- 2009年1月8日首播。
- 片頭是：（安）各位記者先生們，讓我們歡迎總統府發言人王郁奇先生。（郭）大家好，我是總統府發言人王郁奇。首先發佈一則地方新聞……
- 片尾是：（郭）好的，那麼今天的記者會就到此告一段落，謝謝大家。（郭往右走離發言台，記者向他一擁而去）發言人，發言人……（安留下來整理發言台，總有記者對安的攀談，然後被其他記者扔東西或者被架離現場。這一段和海瞎兩岸和海協會記者會單元差不多。）

### 施主席的轟趴
- 2006年8月15日首播
- 演員：邰智源、陳漢典、阿KEN
- 由邰智源模仿前民進黨主席—施明得、阿Ken（或陳漢典）模仿在旁邊替邰智源彈奏電子琴的「阿Ken師」（或「小漢師」），用唱歌以及言論模仿倒扁「轟趴」引發的話題。歌曲內容大多以著名的台語歌曲改編成滑稽諷刺的歌詞，例如第一集的《流浪到淡水》。此單元笑點亦與台語髒話有近音之相關並加以強調，以「避免新聞局罰錢」；而另一笑點則是在片尾時會有人進來鬧場，並且被施主席轟出去。由於配合倒扁集會推出，歌詞幽默，故頗受倒扁民眾歡迎。
- 開場白（台語，由施主席唱出）（施明德本尊之前曾使用此首歌代言某牌伴唱機，源於〈空笑夢〉）：「恨世間 政治啊 空笑夢 一陣風聲」或「問世間 政治啊 空笑夢 一陣風聲」。
- 2009年8月28日的施主席轟趴，特地請潘越雲到場亮相。

| 集數               | 播出日期       | 主題                             | 改編歌曲名             | 原著歌曲               |
| ------------------ | -------------- | -------------------------------- | ---------------------- | ---------------------- |
| 1                  | 2006年8月15日  | 流浪趴                           | 流浪二二八             | 流浪到淡水             |
| 2                  | 2006年8月20日  | 發票趴                           | 發票                   | 舞女                   |
| 3                  | 2006年8月21日  | 反省趴                           | 台灣的阿匾兄           | 山頂的黑狗兄           |
| 4                  | 2006年8月22日  | 軟趴趴                           | 快樂的倒匾             | 快樂的出帆             |
| 5                  | 2006年8月24日  | 賭氣趴                           | 阿匾仔會氣死           | 墓仔埔也敢去           |
| 6                  | 2006年8月30日  | 小馬趴                           | 小馬姑娘               | 長崎蝴蝶姑娘           |
| 7                  | 2006年8月31日  | 骯髒趴                           | 匾的限時批             | 愛情限時批             |
| 8                  | 2006年9月4日   | 內鬨趴                           | 一件小紅衣             | 一支小雨傘             |
| 9                  | 2006年9月6日   | 潘仔趴                           | 來去帛琉島             | 來去夏威夷             |
| 10                 | 2006年9月12日  | 台灣趴                           | 台南阿匾要回去         | 內山姑娘要出嫁         |
| 11                 | 2006年9月13日  | 團結趴                           | 打匾仔才會贏           | 愛拼才會贏             |
| 12                 | 2006年9月19日  | 衝突趴                           | 黃昏的台北             | 黃昏的故鄉             |
| 13                 | 2006年9月20日  | 圍攻趴                           | 等一下A                | 等一下呢               |
| 14                 | 2006年9月25日  | 累趴                             | 誰沒喊嗆               | 細妹按靚               |
| 15                 | 2006年9月26日  | 狗急跳牆趴                       | 有A無                  | 有影無                 |
| 16                 | 2006年10月2日  | 環島趴                           | 來去台灣               | 來去台東               |
| 17                 | 2006年10月3日  | 空城趴                           | 紅花過渡               | 桃花過渡               |
| 18                 | 2006年10月9日  | 你是我的巧克力趴                 | 阿匾你不是巧克力       | 小姐請你給我愛         |
| 19                 | 2006年10月10日 | 生日趴                           | 來去圍城去             | 來去逛夜市             |
| 20                 | 2006年10月17日 | 一人趴                           | 我是NO1                | 我是男子漢             |
| 21                 | 2006年10月18日 | 阿豆仔趴                         | ABC SONG               | ABC SONG               |
| 22                 | 2006年10月24日 | 2部曲趴                          | 倒匾跳恰恰             | 含淚跳恰恰             |
| 23                 | 2006年10月26日 | 遊民趴                           | 不如甭倒匾             | 不如甭認識             |
| 24                 | 2006年10月30日 | 軍購趴                           | 軍購的騙仙仔我問你     | 愛情的騙子我問你       |
| 25                 | 2006年10月31日 | 認命趴                           | 紅軍的倒匾聲           | 命運的吉他聲           |
| 26                 | 2006年11月9日  | TIFANY趴                         | 有影A                  | 雨夜花                 |
| 27                 | 2006年11月10日 | 愛拖趴                           | 向錢走                 | 再會吧                 |
| 28                 | 2006年11月15日 | 小狗趴                           | 講什麼清廉政治         | 說什麼山盟海誓         |
| 29                 | 2006年11月16日 | 辭職趴                           | 民進黨之戀             | 基隆山之戀             |
| 30                 | 2006年11月21日 | 第三趴                           | 四季吵                 | 四季紅                 |
| 31                 | 2006年11月22日 | 烏鴉趴                           | 惜別的政黨             | 惜別的海岸             |
| 32                 | 2006年11月29日 | 搬家趴                           | 等無人                 | 等無人                 |
| 33                 | 2006年11月30日 | 生兒趴                           | 爸爸請你也保重         | 媽媽請你也保重         |
| 34                 | 2006年12月5日  | 自囚趴                           | 自囚就是我的安慰       | 往事就是我的安慰       |
| 35                 | 2006年12月7日  | 18趴                             | 喊聲戀情               | 歌聲戀情               |
| 36                 | 2006年12月12日 | 走路趴                           | 市長的心情             | 浪子的心情             |
| 37                 | 2006年12月13日 | 軟趴趴                           | 聽阿匾會氣死           | 舊情也綿綿             |
| 38                 | 2006年12月19日 | 粉味趴                           | 粉波浪                 | 海波浪                 |
| 39                 | 2006年12月20日 | 身不由己趴                       | 寶島豬哥               | 寶島曼波               |
| 40                 | 2006年12月26日 | 樂透趴                           | 挽頭彩                 | 挽仙桃                 |
| 41                 | 2006年12月28日 | 通車趴                           | 高鐵噗噗               | 愛情恰恰               |
| 42                 | 2007年1月3日   | 國際趴                           | 倒匾英雄               | 酒國英雄               |
| 43                 | 2007年1月4日   | 錦衣衛趴                         | 倒匾綿綿               | 舊情綿綿               |
| 44                 | 2007年1月11日  | 立委趴                           | 立法院                 | 相思雨                 |
| 45                 | 2007年1月12日  | 落跑趴                           | 落跑的人               | 思慕的人               |
| 長達一年半的停播期 |                |                                  |                        |                        |
| 46                 | 2008年8月18日  | 剩六趴                           | 台南阿匾兄             | 山頂的黑狗兄           |
| 47                 | 2008年8月19日  | 嗆匾趴                           | 恁總統住寶來           | 恁說恁姐住都市         |
| 48                 | 2008年8月26日  | 洗錢趴                           | 清廉放一邊             | 感情放一邊             |
| 49                 | 2008年8月27日  | 他媽媽有交代趴                   | 為了七億多             | 為了十萬塊             |
| 50                 | 2008年9月4日   | 媽媽不要著急趴                   | 媽媽的話我攏聽         | 媽媽請妳也保重         |
| 51                 | 2008年9月5日   | 虎爛趴                           | 無人熟識               | 無人熟識               |
| 52                 | 2008年9月11日  | 溫暖趴                           | 洗錢的心聲             | 酒後的心聲             |
| 53                 | 2008年9月12日  | 牽拖一堆人趴                     | 洗錢功                 | 練舞功                 |
| 54                 | 2008年9月17日  | 不能心軟趴                       | 陳家枕頭               | 雙人枕頭               |
| 55                 | 2008年9月18日  | 黑白虎爛趴                       | 金包蒂芬尼             | 金包銀                 |
| 56                 | 2008年9月24日  | 勇敢喝奶趴                       | 傷心百姓               | 傷心酒店               |
| 57                 | 2008年9月25日  | 父母著急趴                       | 毒奶粉                 | 免失志                 |
| 58                 | 2008年10月2日  | 有夠白爛趴                       | 阿匾的心情             | 浪子的心情             |
| 59                 | 2008年10月6日  | 叫他吃屎趴                       | 寶來甘是阿匾被譙的所在 | 港邊肝是男性傷心的所在 |
| 60                 | 2008年10月9日  | 有夠虎爛趴                       | 望澎風                 | 望春風                 |
| 61                 | 2008年10月10日 | 洗錢積極趴                       | 你是我的兄弟           | 你是我的兄弟           |
| 62                 | 2008年10月16日 | 凡買下必留痕跡趴                 | 錢字這條路             | 情字這條路             |
| 63                 | 2008年10月17日 | 不准坐飛機趴                     | A通海                  | 相思海                 |
| 64                 | 2008年10月23日 | 推擠趴                           | 今天來到三重埔         | 今夜又擱在落雨         |
| 65                 | 2008年10月27日 | 貪婪趴                           | 儘量A                  | 乾一杯                 |
| 66                 | 2008年10月29日 | 遇到兄弟就變軟趴                 | 錠宇的願望             | 孤女的願望             |
| 67                 | 2008年11月3日  | 有錢人趴                         | 望月想愛錢             | 望月想愛人             |
| 68                 | 2008年11月6日  | 民主趴                           | 只要新聞拍到我         | 只有孤單陪伴我         |
| 69                 | 2008年11月7日  | 政治迫害趴                       | 不如甭回台             | 不如甭認識             |
| 70                 | 2008年11月13日 | 收押趴                           | 寶來今夜冷清清         | 台北今夜冷清清         |
| 71                 | 2008年11月14日 | 絕食趴                           | 期待別相會             | 期待再相會             |
| 72                 | 2008年11月28日 | 家後趴                           | 家後                   | 家後                   |
| 73                 | 2008年12月1日  | 2630趴                           | 心事誰人知             | 心事誰人知             |
| 74                 | 2008年12月4日  | 情書趴                           | 誰人跟我比             | 誰人甲我比             |
| 75                 | 2008年12月5日  | 為錢趴                           | 都是為了錢啦           | 都是為了你啦           |
| 76                 | 2008年12月19日 | 抗告趴                           | 把阿匾抓進去           | 墓仔埔也敢去           |
| 77                 | 2008年12月22日 | 羈不羈趴                         | 阿匾會關嗎             | 酒矸倘賣無             |
| 78                 | 2008年12月26日 | 一樣A錢趴                        | 一樣的貪污             | 一樣的月光             |
| 79                 | 2008年12月29日 | 奇蹟趴                           | 前總統的A錢曲          | 行船人的純情曲         |
| 80                 | 2009年1月2日   | 窮到只剩下錢趴                   | 只剩錢                 | 只有你                 |
| 81                 | 2009年1月5日   | 2185趴                           | 政治的騙子我問你       | 愛情的騙子我問你       |
| 82                 | 2009年1月9日   | 厚黑趴                           | 一本厚黑               | 一顆流星               |
| 83                 | 2009年1月12日  | 年菜趴                           | 再三加菜               | 再三誤解               |
| 84                 | 2009年1月14日  | 作夢登基趴                       | 作白日夢               | 港都夜雨               |
| 85                 | 2009年1月16日  | 錢多到可以買飛機趴               | 關關人生               | 海海人生               |
| 86                 | 2009年1月19日  | 阿匾反擊趴                       | 被關一輩子             | 雪中紅                 |
| 87                 | 2009年1月21日  | 牢裡吃雞趴                       | 有A發財                | 恭喜恭喜               |
| 88                 | 2009年2月6日   | 幸予抓狂趴                       | 故鄉                   | 故鄉                   |
| 89                 | 2009年2月9日   | 出庭趴                           | 阿匾仔嫂               | 青蚵仔嫂               |
| 90                 | 2009年2月19日  | 回鄉取暖趴                       | 回鄉的我               | 回鄉的我               |
| 91                 | 2009年2月20日  | 一起下水趴                       | 金主                   | 野鳥                   |
| 92                 | 2009年2月26日  | 有夠虎爛趴II                     | 阿匾若響               | 鼓聲若響               |
| 93                 | 2009年2月27日  | 重新生活趴                       | 至中的心聲             | 阿宏的心聲             |
| 94                 | 2009年3月6日   | 槓上開花趴                       | 阿匾春夢               | 河邊春夢               |
| 95                 | 2009年3月9日   | 裸鑽很大趴                       | 阿匾限時批             | 愛情的限時批           |
| 96                 | 2009年3月12日  | 組台獨黨趴                       | 春夏秋冬               | 春夏秋冬               |
| 97                 | 2009年3月13日  | 阿貞著急趴                       | 鑽石                   | 鑽石                   |
| 98                 | 2009年3月24日  | 范蘭嶔趴                         | 范蘭嶔                 | 水中煙                 |
| 99                 | 2009年3月25日  | 爛戲拖棚趴                       | 期待再面會             | 期待再相會             |
| 100                | 2009年4月10日  | 滿天都是小星星趴                 | 為何你賣給別人         | 為何你愛者別人         |
| 101                | 2009年4月13日  | 耍心機趴                         | 追追追                 | 追追追                 |
| 102                | 2009年4月23日  | 感恩趴                           | 匾家的瘋話             | 夢中的情話             |
| 103                | 2009年4月24日  | 對質趴                           | 兩粒換半年             | 真心換絕情             |
| 104                | 2009年5月15日  | 517嗆藍趴                        | 517大遊行              | 燒肉粽                 |
| 105                | 2009年5月18日  | 翻身趴                           | A錢的阿匾都無罪        | 壽喜燒(Sukiyaki)       |
| 106                | 2009年5月22日  | 訪中積極趴                       | 返回高雄市             | 返來阮身邊             |
| 107                | 2009年5月25日  | 沒人擦小趴                       | 關匾就是我的安慰       | 往事就是我的安慰       |
| 108                | 2009年6月1日   | 泛綠拜訪中國很積極趴             | 獨派誤解               | 再三誤解               |
| 109                | 2009年6月3日   | 窮到只剩鑽石趴                   | 是你的命               | 叫阮的名               |
| 110                | 2009年6月26日  | 神奇趴                           | 阿匾心情               | 紅燈碼頭               |
| 111                | 2009年6月29日  | 一家人都認罪，只剩下爸爸不認罪趴 | 吃錢不認罪             | 水車姑娘               |
| 112                | 2009年7月6日   | 雨傘戳到趴                       | 望她早去               | 望你早歸               |
| 113                | 2009年7月10日  | 阿貞著急趴                       | 愛人關進去             | 愛人醉落去             |
| 114                | 2009年7月24日  | 跑三千太難趴                     | 我就是要昏給你看       | 攏是為著你啦           |
| 115                | 2009年7月27日  | 系統當機趴                       | 台北市                 | 迺夜市                 |
| 116                | 2009年7月30日  | 口無遮攔趴                       | 不如甭相識             | 不如甭相識             |
| 117                | 2009年8月3日   | 卡捷運著急趴                     | 卡門                   | 卡門                   |
| 118                | 2009年8月14日  | 民怨四起趴                       | 台灣加油               | 小丑                   |
| 119                | 2009年8月17日  | 災後重建趴                       | 台灣站起來             | 掌聲響起               |
| 120                | 2009年8月28日  | 撫慰心靈趴                       | 重建這條路             | 情字這條路             |
| 121                | 2009年8月31日  | 火大趴                           | 來去台灣               | 來去台東               |
| 122                | 2009年9月11日  | 無期趴                           | 一場官司               | 一顆流星               |
| 123                | 2009年9月14日  | 早知如此何必當初趴               | 阿匾的心情             | 浪子的心情             |
| 124                | 2009年10月9日  | 出庭又羈叭                       | 月夜愁                 | 月夜愁                 |
| 125                | 2009年10月12日 | 浪費社會資源趴                   | 再會啦!貪污A錢的人     | 再會啦心愛的無緣的人   |

### 自由發揮
演員：李伯恩、阿達
- 2008年8月25日播出。
- 最近沒有播出的集數

### 藍綠蜘蛛網
演員：邰智源、丫子、從從、巧克力、阿Ken、陳漢典、白雲、許傑輝、納豆、小八、安心亞、逸祥
- 2008年9月29日首播[3]至2010年1月14日播毕共125集

- 由邰智源飾演的盛竹茹（盛竹如）主持模仿專門重演嚴重罪案的類戲劇的台灣變色龍系列節目，名字來源則來自類戲劇藍色蜘蛛網，而節目重演的嚴重罪案則是陳水扁前總統洗錢案。邰在節目中亦會常用到盛竹如在類戲劇中常用「善惡到頭終有報」等警世的用語。
- 單元最後還不忘表示：「以上故事 純屬虛構 如有雷同 那就雷同」。
- 其中角色，白雲飾演兩角，寶來花園場景飾演吳王霞，監獄場景飾演犯人白豬；安心亞亦是如此，寶來中飾演阿扁家的日本女傭Yuki，監獄中一開始飾演刑警後來飾演安醫師，目前飾演心哥；納豆在寶來飾演寶來管理員；在監獄中時飾演犯人豆哥。

片尾歌曲
| 第01集~第13集   | 陳家枕頭   |
| 第14集~第27集   | 錢字這條路 |
| 第28集~第39集   | 洗錢功     |
| 第40集~第53集   | 有A發財    |
| 第54集~第66集   | 鑽石       |
| 第67集~第68集   | 追追追     |
| 第69集~第81集   | 回鄉的我   |
| 第82集~第99集   | 愛人關進去 |
| 第100集~第125集 | 是你的命   |

### 天兵周記
- 模仿新兵日記，因應軍教片成為熱門話題所製播之單元。
- 2010年8月26日─11月4日
- 與夜市人笙隔周輪播，固定於星期四播放。
- 郝伯村 邰智源 飾，擔任節目開場與段落串場工作。
- 余壞仁 郭子乾 飾
- 王贏男 安心亞 飾
- 楊海邊 阿KEN 飾
- 邱賣順 陳漢典 飾
- 白鳳婉 丫　子 飾
- 黑白珮 姬天語 飾
- 蔡賽門 狄志杰 飾
- 賴  福 白雲   飾
- 特別客串：1985國防部申訴專線接線生(第六集（页面存档备份，存于）) 小蝦 飾
- 片頭曲〈我愛中華〉
- 片尾曲〈勇士進行曲〉

### 洸陰的故事
演員：邵庭、郭子乾、寇乃馨、小八、阿Ken、陳漢典、許傑輝、納豆、安心亞
- 2009年3月23日首播[4]。
- 模仿「光陰的故事」。

### Blue Man & Green Man
演員：阿Ken、陳漢典
- 2009年7月9日首播。
- 以聽障奧運的「藍人」（藍人樂團 - 藍人樂團）為概念創造出另一角色「綠人」，藉以嘲諷台灣政治的藍綠口水[5]，他們的衣服是藍跟綠，意味著國民黨跟民進黨，開頭總是有一段節拍，最後他們兩個會一直關掉對方的電視（也是香港俗稱的「雪花畫面／雪花台」），之後又開又關，最後兩個一起關，並在畫面上顯示搞笑的字眼。

### 小馬哥的表白
演員：張明興
- 2009年9月8日首播。
- 模仿自馬英九在聽障奧運開幕式進行致詞的畫面。

### 小馬哥的手語教室
演員：張明興
- 2009年9月首次播出，延續馬英九總統於聽障奧運以手語致開幕詞的畫面。

### 中時自油聯盒蘋菓旺報
演員：逸祥、安心亞、迅猛龍、山豬等等
- 2009年12月15日首播
- 分別由5個演員道出台灣五份報紙（中國時報、自由時報、聯合報、蘋果日報台灣版和旺報）的頭條新聞。說完標題後，有關演員道出該角色的身份感想。由於環節所需時間較短的關係，故此都會在節目未開始討論話題的第一節出現。早年在台視的綜藝節目歡樂急轉彎就有這種類似單元，單元名稱則是叫新國民大會，背景音樂則是使用日本野球拳的配樂。

### 王院長的主日學
演員:邰智源
- 模仿時任監察院長的王建煊，以基督教會主日學形式談論政治話題，並在單元結束前安排唱詩班唱改編之詩歌。

### 辣妹瞎算
演員:郭子乾、逸祥、丫子、山豬
- 模仿某電視台的深夜節目「辣妹神算」。

### RAP氣象主播
- 阿ken或陳漢典飾演氣象主播“Weatherman”，納豆或白雲演出現場FD。
- 單元中另有演員擔任氣象女孩角色，包括迅猛龍、安心亞、丫子、狄志傑等人。

### 林妙坷小朋友
演員：納豆、安心亞、若穎
- 模仿2010年春晚中兒童歌曲聯唱

### 金小刀與蔡美腿
演員：洪都拉斯、許傑輝、蓓蓓（林欣蓓）、若穎（陳若穎）
- 2010年1月8日首播─7月
- 由洪都拉斯身穿藍色背心飾演國民黨秘書長金溥聰，許傑輝身穿綠色背心飾演前民進黨立法院黨團總召蔡同榮，兩人在跑步機上邊跑邊講話駁斥對方。與此同時跑步機速度逐漸增加（2km/h→5km/h→8km/h→12km/h→15km/h）。
- 蓓蓓飾演“金溥聰”的秘書，在“金溥聰”跑步中會接到一個電話，在此時她總會“出包”（忘記接電話或說錯誤的話），而“金溥聰”接過電話來總是說一些與剛才所說的話不符的話，從而被“蔡同榮”“抓包”。
- 若穎飾演“蔡同榮”的秘書，總是進入自己的世界（跳舞、唱歌）忘記管“蔡同榮”，“蔡同榮”只好自己加速。本角色播出初期是由Show Girl之一的奕呈飾演，2010年1月22日播出起改由若穎擔任。
- “金溥聰”在談話過程中使用國語，說話的語氣模仿發言人（幾乎每句話開頭都是“關於”，而句中定有“府方”二字），“蔡同榮”則使用台語，語氣“親民”。
- 單元結束前“金溥聰”多會喊“民進黨就是愛吐槽”，而“蔡同榮”會回擊“國民黨就是禁不起吐槽”，接著在二人爭吵中結束單元。

### 海協會記者會（海峽兩岸學術研討會）
演員：邰智源、阿Ken、納豆、陳漢典、小八、茵茵、安心亞、姬天語、小蝦
- 2006年10月前為國台辦記者會；邰智源模仿國台辦發言人張名清對中外媒體的例行新聞發佈會，2010年7月起更名為「海峽兩岸學術研討會」，皆為配合張銘清先生擔任職務的變動而更改。
- 本單元助理是由阿Ken以反串角色Ken姐擔任，之後曾由納豆或安心亞代班。
- 單元開始首先發佈「一則祖國內地驚天動地的新聞」（新聞均為真確的、摘自中國大陸近期的有趣奇聞，再加以明褒暗諷）。然後到記者自由提問，每次都會搶先在提問後以「無恥」、「下流」、「混蛋」之詞打斷；在關於「美帝」（美國帝國主義）或「日本軍國主義」的媒體提問時，尤其誇張，並帶領記者呼口號：「打倒美國（日本）帝國主義！」遇到韓國記者則會諷刺韓國模仿抄襲中國。
- 最令人注目的是張名清振振有詞的態度與犀利的眼神，最後總有男記者跟Ken姐對話並被Ken姐丟鞋子走人。
- 改為海峽兩岸學術研討會單元之後，邰智源所模仿的張名清在談話中的語氣趨於和緩。
- 亦因此單元被本尊注目，兩者在2006年西方情人節在北京見面，言談甚歡並互贈禮物結緣。

### 百萬老學堂
主要演員：郭子乾、安心亞、納豆、陳漢典
〈百萬老學堂〉主要是戲仿台視綜藝節目《百萬小學堂》，〈老學堂〉單元保留了原始節目的許多部份，但改採大人參賽者與「老學生陪考生」的搶答方式作答，不採累計獎金，改採「失誤三次淘汰制」比賽。由郭子乾飾演「小嚥姐」（模仿張小燕），安心亞飾演此單元的「老學堂陪考生」成員「老西瓜」（劇組設定八十歲，專長「吃西瓜」等項目，如：吃西瓜不吐西瓜皮。「老西瓜」主要是模仿《小學堂》節目內的小學生智囊團成員小西瓜）；納豆飾演「老學堂陪考生」成員「老芒果」（劇組設定八十九歲，專長「吃芒果」等項目，如：吃芒果不會沾到衣服、不吃芒果倒吐芒果子等）；陳漢典飾演「老學堂陪考生」成員「老芭樂」（劇組設定九十歲，專長「吃芭樂」等項目。如：吃芭樂不加酸梅粉、不吃芭樂倒喝酸梅湯等）；袁艾菲飾演「老學堂陪考生」成員「老草莓」（劇組設定五十九歲，專長如：「絕對不是種草莓」）；以及小蝦飾演「老學堂陪考生」成員「老榴槤」（劇組設定九十九歲，專長如：吃榴槤不用戴口罩）。
通常小嚥姐一開始，會不斷地一直笑，而大人參賽者在選擇題庫後，小嚥姐也會一直笑個一陣子，讓大人參賽者錯愕，不知道小嚥姐在笑什麼東西（這個設定，僅限前幾期，後期已經取消）。
該單元的大人參賽者選擇第一題題目，是小嚥姐還沒說完題目，大人參賽者就即刻搶答，說出一堆長篇大論。但第二題與第三題，大人參賽者就會「學乖」，一定把題目聽完後作答。通常大人參賽者往往都會答錯，從未答對，而遭到「大西瓜砸臉」的懲罰（大西瓜是特殊充氣道具，被打到不會受傷），也遭到小嚥姐不斷地嘲笑（但也有「答對一半」的時候，不過小嚥姐都會要求大人參賽者要繼續接著小嚥姐的要求，如戲仿蘇嘉全的蘇嘉筌，就必須要以高難度高音的方式，唱出名歌劇《夜后》，才可以答對，結果蘇嘉筌沒辦法拉高音，被判定失敗）。但往往「老學堂陪考生」的答案都很離譜，小嚥姐都會說他們答對了；尤其小嚥姐都會說老西瓜都極少有失誤，表示老西瓜都很會答題（反映原創節目內小西瓜很高的救援率）。
而原創節目內，觀眾的「欸」聲，也都在此單元忠實的呈現出來（後期改由有其他素人的「欸」聲，與這些素人們呈現在螢光幕上的樣貌）。「欸」的時機，是大人參賽者說完答案，小嚥姐把大人參賽者的答案敘述完後，並說一聲「你確定嗎」，才會有「欸」聲，表示大人參賽者的答案很令人狐疑。
最後，大人參賽者答錯三題被淘汰出局後，小嚥姐正式結束該節目。大人參賽者往往都會跟小嚥姐抱怨說題目太難，小嚥姐就會告知成人參賽者，要多看他們製作單位題目（僅限前幾期），甚至是離題的回應。

### 芠茜的正負3度C
- 模仿陳文茜的氣候暖化紀錄片《±2℃》
- 2010年8月首播
- 演員：許傑輝飾陳芠茜；洪子涵（安唯綾）飾聲樂家
- 原本是由許傑輝分飾聲樂家，2010年8月13日第四次播出起改由洪子涵飾演。
- 置底跑馬燈以台灣本地時事與世界奇聞軼事為主，並將新聞原文中的人物名稱特地改為本節目固定班底作為惡搞。

### 李熬的MSN
- 演員:唐從聖、陳漢典、袁艾菲
- 2010年10月1日首次播出
- 以李熬(唐從聖)與李勘(陳漢典)的MSN上交談為背景，介紹中國大陸與台灣中文用語間的差異。
- 有時會加入李勘的大陸朋友蔡蓉(袁艾菲)

### 周力波特秀
演員邰智源、姬天語、小蝦
- 2011年6月24日首播。
- 模仿《壹周·立波秀》，邰智源模仿周立波向台下的大陸同胞講解台灣的風土人情，並由姬天語、小蝦擔任助理。
- 開場也是模仿壹周立波秀，進場前有舞伴在台上跳舞。
- 周力波離開後，台下大陸人就討論有關話題，最後由姬天語、小蝦稱讚「台灣真是個美麗的寶島啊」結束。
- 單元結束時就出現有關台灣景物照片；女王頭、中正紀念堂、日月潭和士林夜市，最後那張照片就是立法院內的場面（有時也會有其他畫面，如：一堆菸蒂）。背景音樂是《美麗的寶島》。

### 朝蘚新聞
演員 邰智源
- 模仿北韓著名國寶級主播「李春姬」播報新聞。
- 2010年5月26日以小舞台單元登場，當時模仿角色李椿姬是以本人講“韓文”，由納豆所扮演的翻譯以中文說明的方式演出。
- 2010年6月11日起以節目單元形式播出，李椿姬的說話方式則改為“韓文”夾雜中文演出，6月16日起的單元背景則加入模仿朝鲜中央电视台的置底跑馬燈（内容为近期真实发生的的北韓新闻）與重疊特效文字，6月28日起加上專屬進場片頭。
- 因先前北韓主播痛罵李明博的新聞[6]，因各家媒體相繼的報道，以致其於台灣社會中為人熟悉。
- 背景歌與片頭片尾歌為《金正日將軍之歌》
- 新聞話題主要以朝鮮半島的相關事件為主題，包含北韓參加2010年世界杯足球賽所產生的各項話題，後半部則帶入其他國外新聞與台灣本地的話題。
- 單元中的惡搞部分則為最後的氣象預報，最初因為主播所走的是批判國際風格，在氣象預報中播報世界大國將有大雨、冰雹等惡劣天氣，北韓相對則是永遠晴空萬里，後面單元則開始針對時事話題讓天空「下起很多奇特的物品」，如速食餐點、主題樂園、量販店、運動用具等。
- 2011年12月17日，北韩领导人金正日逝世，在王偉忠指示之下，本单元已經確定不會再搬上節目[7]。

### 夜市人笙
演員：丫子、安心亞、阿KEN、洪都拉斯、郭子乾、許傑輝、納豆、邰智源。
- 2010年3月26日首播
- 后改为每周四固定播出
- 2010年8月26日起与《天兵周記》隔周輪播
- 模仿民視「夜市人生」。
- 邰智源 飾 郭美朱。與藍綠蜘蛛網單元的盛竹茹角色功能相同，擔任引言人與段落串場工作。
- 郭子乾 飾 江一倌
- 洪都拉斯 飾 李慶詳
- 丫子 飾 蔡玥霞
- 阿KEN 飾 何那那 / 金大楓
- 許傑輝 飾 金居幅
- 安心亞 飾 方洽洽
- 納豆 飾 瞇瞇（也飾演曉三、蝦叔等多名角色）
- 片頭曲〈多少柔情多少淚〉安心亞主唱、片尾曲〈迺夜市〉安心亞、蔡佩真演唱
- 2011年2月10日起片頭曲改為〈夜市人生〉，由郭子乾演唱（原唱：翁立友），片尾曲仍為〈迺夜市〉，已播放過原唱李愛綺（李嘉）的與安心亞單獨演唱的2個版本。
- 2012年4月19日播出第100集完結篇。

## 特別節目

### 2008年春節

#### 全民最大黨之五鼠賀新春(審美案)
- 日期:2008/02/06
- 角色:
  - 納豆 / 包青天
  - 邰智源 / 師爺
  - 郭子乾 / 展昭
  - 阿Ken / 秦香蓮
  - 小八 / 陳世美
  - 許傑輝(郭桂彬)  / 盧方-鑽天鼠
  - 九孔(費玉清) / 韓彰-徹地鼠
  - 洪都拉斯(葉教授)  / 徐慶-穿山鼠
  - 唐從聖(鄭進一) / 白玉堂-錦毛鼠
  - 白雲 / 蔣平-翻江鼠
- 來賓: 大嘴巴, 蕭煌奇, 三角Cool, 強辯, 劉真

- 衙役(SG): 以琳,亮羽,湘怡

#### 全民客棧
第一集
日期2008年10月31日
古裝形式特別節目，於2008年10月31日金鐘獎頒獎當晚播出；當夜因本節目入圍，眾主持人聯袂參加頒獎典禮，無法現場播出，故以錄影形式錄製全名客棧一小時。當時正因前第一家庭貪污事件舉國喧嘩，全民客棧內容亦以此為主題製播。
主題 天下洗錢出我輩 一入江湖檢調追 日出台灣唯扁不敢 扁是否能風雲再起
角色
- 全民客棧老闆 王六（郭子乾）
- 韋小保（邰智源）
  - 霜兒（陳亮羽）
  - 阿柯（安心亞）
- 楚榴香（九孔）
  - 蘇蓉蓉（茵茵）
- 小李飛叨（洪都拉斯）
- 陽過、小籠女（納豆、小八）
- 令狐忡 爆料盟主（許傑輝）
- 東方不敗（從從）
- 西毒 歐陽峰（白雲）

第二集
日期2008年11月21日
主題 怒髮衝冠為阿扁 綠營群雄來聲援 藍綠對抗出惡言 天下太平待何年？
角色
- 全民客棧老闆 王六（郭子乾）
- 東邪 黃藥師（邰智源）
- 武大朗（納豆）、潘金連（茵茵）
- 金倫法王（許傑輝）
- 北丐洪柒公（洪都拉斯）
- 東方不敗（從從）
- 聶小倩、寧采臣（九孔、小八）

### 2009過年特別節目

#### 全民最大黨 之牛轉乾坤旺旺來歌唱大賽
- 主持人： 桃子（邰智源）
- 評審： 黃國倫 黃妃 孫樂欣
- 參賽者： 寇乃馨 郭子乾 許傑輝 九孔 洪都拉斯 納豆
- 日期2009年1月25日、26日

- 此次特別節目每位參賽者都要先交5000元新台幣做賭注，最終贏家方可拿走所有賭金，且每位參賽者都是本尊出席，一改往日此節目模仿路線。

#### 全民最大黨 之舞0大道
- 主持人： 嘿人（邰智源）
- 評審：Kimiko、張盛豐（九孔）、比利（許傑輝）
- 參賽者： 李熬（從從）、陳至中（陳漢典）、公主（丫子）、蘇真昌（郭子乾）、陳拘（白雲）、土豆（納豆）、阿洪（洪都拉斯）
- 日期2009年1月29日、30日
- 由每位參賽者與一個舞蹈團體合作，表演一段舞蹈。據開頭規則表示：第一名將可獲得掌聲一次，而最輸者則必須接受懲罰，由其政治人物代表吃完一整碗「地獄麻辣牛肉拉麵」。
- 每隊表演前有其練習實況播出，出場順序如下：

| 表演日期      | 政治人物 | 搭配舞團     | 主題              | 成績 |
| ------------- | -------- | ------------ | ----------------- | ---- |
| 2009年1月29日 | 李熬     | 黑角         | 兒時記趣          | 27   |
| 2009年1月29日 | 陳至中   | Maniac       | Money Money Money | 24   |
| 2009年1月29日 | 陳掬     | 法老與舞姬   | 致命之吻          | 18   |
| 2009年1月29日 | 陳幸予   | 爵劇影色舞團 | 心事誰人知        | 18   |
| 2009年1月30日 | 阿洪     | 街頭酷       | 洪師擂（猴塞擂）  | 24   |
| 2009年1月30日 | 土豆     | Turn Out     | 異想天開          | 21   |
| 2009年1月30日 | 蘇真昌   | Whatever B   | 衝衝衝            | 21   |

#### 八零年代的Dancing Party之大學升了沒
演員：邰智源、阿Ken、納豆、郭子乾、許傑輝、洪都拉斯、九孔、唐從聖、白雲、陳漢典、丫子、茵茵、舒璇、巧克力、採薇、凱君、心亞、琣琣
- 2009年2月2日播出。

- 邰智源扮演的「桃子」、阿Ken、納豆三個大學生了沒的原班底，加上使用【大學生了沒】攝影棚場景，由郭子乾、許傑輝、洪都拉斯、九孔、唐從聖、白雲、陳漢典、丫子、巧克力...等全民最大黨演員以各自的真實學歷坐在學生席，針對主題回顧八零年代的流行舞步、服飾裝扮與party趣事。
- 單元中示範多種舞步的的茵茵，由國立台北藝術大學舞蹈系畢業，亦是【大學生了沒】節目中的常駐班底。

### 2010年春節過年特別節目

#### 全民最大黨之大學升了沒(不要懷疑,叫我super star就對了)
- 日期:2010/02/19
- 演員：邰智源、阿Ken、納豆、郭子乾、許傑輝、洪都拉斯、九孔、唐從聖、白雲、陳漢典、逸祥、寇乃馨、丫子、安心亞、劉薰愛、劭庭、若穎、蓓蓓

#### 全民最大黨之大黨盃運動大會 虎虎生風 虎你旺運動會
- 日期:2010/02/14
- 【紅隊】隊長：邰智源
  - 隊員：白雲、唐從聖、阿Ken、若穎、逸祥、劭庭、九孔
- 【白隊】隊長：郭子乾
  - 隊員：納豆、陳漢典、許傑輝、安心亞、洪都拉斯、蓓蓓、大衛

- 小護士：cherry（全民隊）、emily（大黨隊）

### 2011年春節過年特別節目

#### 全民最大黨之第二屆大黨盃運動大會
- 日期:2011/02/03、04
- 【紅隊隊長】：邰智源

- 隊員：唐從聖、狄志杰、納豆、安心亞、ㄚ子、白雲、九孔

- 【白隊隊長】：郭子乾

- 隊員：阿Ken、張兆志、陳漢典、巧克力、迅猛龍、許傑輝、洪都拉斯

- 【SG】小嵐、慶怡、奕呈、BeBe、育涵、Lillian

### 2012年春節過年特別節目

#### 全民最大黨之全民逃走中
- 日期:2012/01/23、24、25
- 地點：義大遊樂世界
- 參與人員(2人一組)：
  - 張兆志+安心亞、陳漢典+袁艾菲、納豆+小蝦、白雲+小優、郭子乾+全聯先生、九孔+吳怡霈、阿Ken+大衛、邰智源+郭惠妮、唐從聖+寶咖咖、洪都拉斯+狄志杰(從左至右結束遊戲)
  - 公主(任務)：BeBe

#### 全民最大黨之第三屆大黨盃運動大會
- 日期:2012/01/26、27
- 地點：義守大學
- 【紅隊隊長】：邰智源

- 隊員：安心亞、阿Ken、陳漢典、白雲、狄志杰、郭惠妮、袁艾菲、九孔

- 【白隊隊長】：郭子乾

- 隊員：吳怡霈、全聯先生(邱彥翔)、小蝦、張兆志、納豆、寶咖咖、小優、洪都拉斯

- 【SG】BeBe、楊葦萱、劉湘怡、林若佳、鋇鋇、瑋庭

### 2013年春節過年特別節目

#### 全民大新聞之第四屆大新聞盃運動大會
- 日期:2013/02/09、10
- 【紅隊隊長】：邰智源

- 隊員：陳漢典、唐從聖、楊昇達、張兆志、夏語心、姬天語、九孔

- 【白隊隊長】：郭子乾

- 隊員：全聯先生(邱彥翔)、小蝦、大根、白雲、吳怡霈、小優、洪都拉斯

- 【SG】嘉欣、方舫、孟欣、詩芸、喬喬、潔赫、小茉莉

小護士：劉薰愛（全民隊）、emily（大新聞隊）

【比賽結果】
|      | 極速折返跑 | 人體蹺蹺板 | 跳繩接力賽 | 霹靂搖擺車 | 單腳相撲賽 | 激戰躲避球 | 立定跳遠 | 三百撞士 | 游泳接力賽 |
| ---- | ---------- | ---------- | ---------- | ---------- | ---------- | ---------- | -------- | -------- | ---------- |
| 白隊 |            |            | 勝         |            | 勝         |            |          | 勝       |            |
| 紅隊 | 勝         | 勝         |            | 勝         |            | 勝         | 勝       |          | 勝         |

## 獎項
| 年份   | 頒獎典禮     | 獎項                                                                                         | 結果 |
| ------ | ------------ | -------------------------------------------------------------------------------------------- | ---- |
| 2003年 | 第38屆金鐘獎 | 娛樂綜藝節目獎：《2100全民亂講》                                                             | 提名 |
| 2003年 | 第38屆金鐘獎 | 娛樂綜藝節目主持人獎：郭子乾《2100全民亂講》                                                 | 獲獎 |
| 2005年 | 第40屆金鐘獎 | 綜藝節目獎：《全民大悶鍋》                                                                   | 獲獎 |
| 2005年 | 第40屆金鐘獎 | 綜藝節目主持人獎：郭子乾、邰智源／《全民大悶鍋》                                             | 提名 |
| 2006年 | 第41屆金鐘獎 | 娛樂綜藝節目獎：《全民大悶鍋》                                                               | 提名 |
| 2007年 | 第42屆金鐘獎 | 娛樂綜藝節目主持人獎：郭子乾、邰智源、九孔(呂孔維)、宏都拉斯(洪勝德)、許傑輝《全民大悶鍋》   | 提名 |
| 2007年 | 第42屆金鐘獎 | 娛樂綜藝節目獎：《全民大悶鍋》                                                               | 提名 |
| 2008年 | 第43屆金鐘獎 | 娛樂綜藝節目主持人獎：郭子乾、邰智源、九孔(呂孔維)、宏都拉斯(洪勝德)、許傑輝／《全民最大黨》 | 提名 |
| 2008年 | 第43屆金鐘獎 | 娛樂綜藝節目獎：《全民最大黨》                                                               | 提名 |
| 2009年 | 第44屆金鐘獎 | 綜藝節目獎：《全民最大黨》                                                                   | 獲獎 |
| 2009年 | 第44屆金鐘獎 | 綜藝節目主持人獎：郭子乾、邰智源、九孔(呂孔維)、宏都拉斯(洪勝德)、許傑輝《全民最大黨》       | 提名 |
| 2010年 | 第45屆金鐘獎 | 綜藝節目獎：《全民最大黨》                                                                   | 提名 |
| 2011年 | 第46屆金鐘獎 | 綜藝節目獎：《全民最大黨》                                                                   | 獲獎 |